# 梁思成
梁 思成（りょう しせい、1901年4月20日 - 1972年1月9日）は、中華人民共和国の建築史家、建築家。兵庫県神戸市生まれ。中央研究院院士、中国科学院哲学社会科学学部委員。

## 経歴
1898年の戊戌の変法の挫折により逃亡した維新立憲派の梁啓超は、伊藤博文らの努力によって日本で亡命生活を送っていた（祖籍・広東省新会県）。梁思成は梁啓超の子息として、1901年、神戸市で生まれた。日本の明治維新より深い影響を受けた梁啓超は、日本に学校を造って多くの中国人青年を日本に留学させ、新時代をになう若者の育成に努めた。
梁思成は、1906年より横浜大同学校幼稚園、神戸同文学校初級小学に通い、1912年の辛亥革命が万全の状態を回復するとと両親とともに中華民国北京に帰国した。
1915年に清華学校（1928年北伐後に押収）に入学し、1924年6月には渡米して後に結婚する林徽因とともにアメリカ合衆国のペンシルベニア大学建築学科に入学し、1927年9月からはハーバード大学大学院で中国建築を研究する。1925年に父から宋代の李誡による『営造法式』を受け取ってから同書の注釈につとめた。
1928年9月に瀋陽で東北大学建築学科を創設し、1931年6月まで学科主任を務め、後に『中国彫塑史』として出版する授業要綱を仕上げ、大学で初講義を行った。1932年に北京大学教授、1933年には清華大学教授を兼任した。1932年から1934年にかけて『清式営造則例』を著述しており、先代建築構造の現代的解釈に務めた。これは、中国の伝統建築の構造と規則を現代科学技術の観点と手法で総括した中国で初めての著作となった。1943年には『中国建築史』の原稿を完成させている。
1946年には学部長に昇任している。1947年には国連本部設計建築顧問団中華民国政府代表として国際連合本部ビルの設計に参加した。
1949年に建国された中華人民共和国によって南京から首都の地位を取り戻した北京の都市計画に取り組み、1950年に北京市都市計画委員会副主任委員に任命され、人民英雄紀念碑の設計などを行った。建築設計に古代中国の様式を用いることを主張して1950年代の建築や北京城壁保護の活動はこの理念が反映された。
1959年には中国共産党に入党した。1966年には『営造法式』の注釈を完成させている。しかし同年、文化大革命において毛沢東一派より「反動学術権威」との批判対象となって党籍を剥奪され、1971年に党籍を回復したが翌1972年に死去した。

## 門下

### 羅哲文
第二次世界大戦中、京都と奈良の歴史的建造物を守るため、米軍に空爆をしないように進言したという中国発の説がある。梁思成の弟子で中国文物学会名誉会長の羅哲文らは「梁から聞かされた」として梁の功績を主張した。2008年にこの説に基づいて、奈良県に中国の政府系機関の「中華社会文化発展基金会」から日中友好協会と薬師寺を通して「古都を救った大恩人」として梁思成銅像を寄贈する打診があり、平山郁夫が顕彰会を設立し日本人から寄付金を募り奈良県文化会館に銅像を設置する動きがあった。2010年6月には日中友好の証として平城京遷都1300年祭にも合わせて、北京の中国国家博物館で中国人民政治協商会議の孫家正副主席、清華大学の顧秉林学長、元中国大使の阿南惟茂、窪田修奈良副知事、梁思成の親族らが出席して大々的に記念式典が行われた。しかし「史実かどうか極めて疑わしく中国の対日世論工作の疑いがある」との600件余りの抗議が県に寄せられ、2010年9月の尖閣諸島中国漁船衝突事件により日中関係も悪化していたため、2010年12月に計画は中止された。同月時点で顕彰会は解散し寄付金の返還が始まっている。

### 陳占祥
1938年、リヴァプール大学建築学科に留学した陳占祥にとって、梁思成は論文上の師であった。陳は、新中国が成立すると梁とともに北京の都市計画を構想し、1950年、梁と連名で中央人民政府行政中心区位置について共産党政府に建議した。

## デザイン作品
- 王国維記念碑　1929年
- 梁啓超の墓　1929年
- 吉林大学礼堂・教学楼　1929年
- 仁立地毯公司（絨毯店）改築　1932年
- 北京大学地質館 林徽因との合作。1934年
- 北京大学女学生宿舍　1935年

中華人民共和国国章

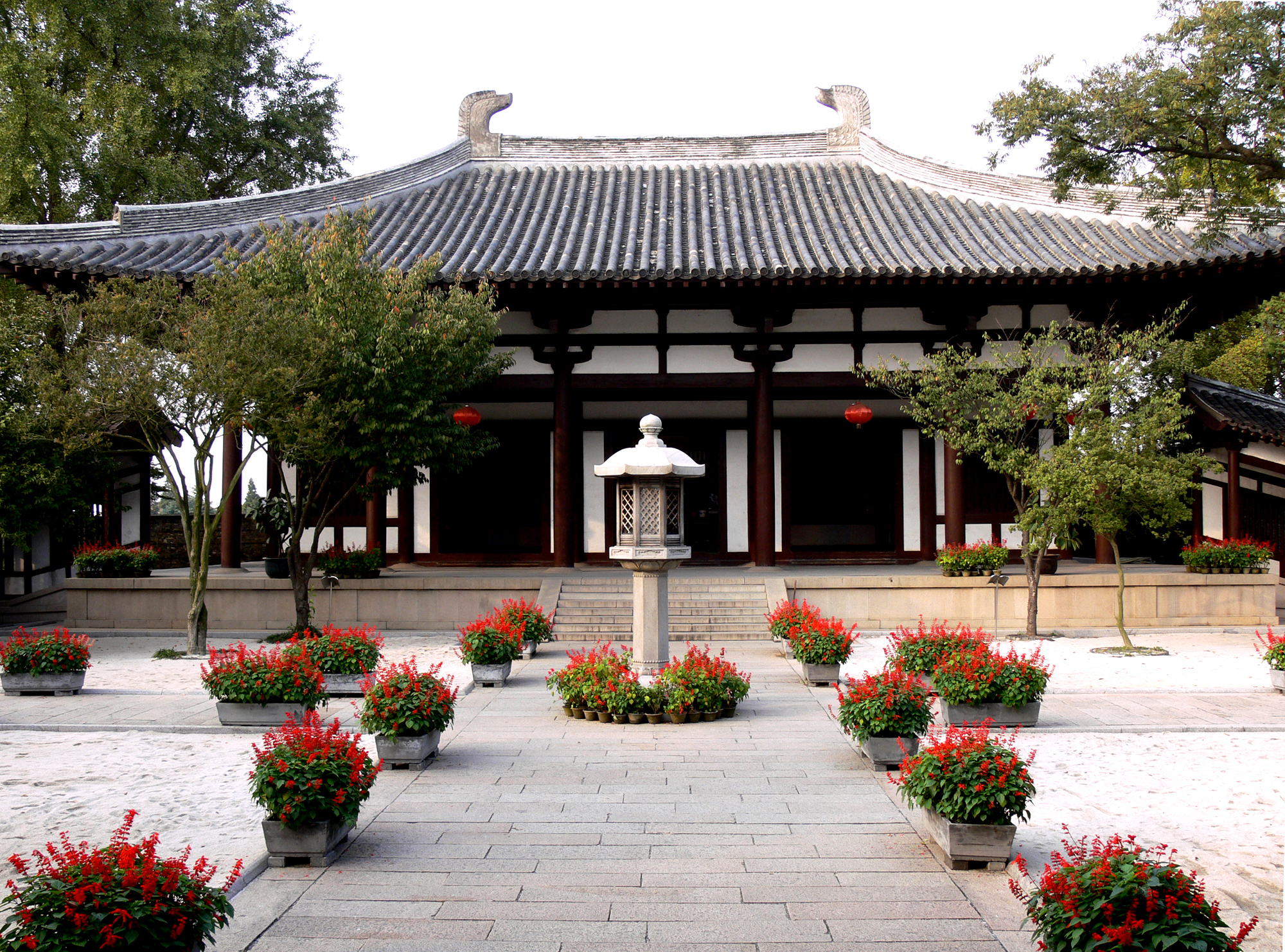
鑑真紀念堂

- 国際連合本部ビル(設計委員会顧問として）。1947年
- 中華人民共和国国章デザイン 1950年（梁思成、林徽因、李宗津、莫宗江、朱暢中）
- 北京都市計画「北京――都市計画の比類なき傑作」（『新観察』第七・八期）発表。1951年
- 人民英雄紀念碑　1952年
- 林徽因の墓　1955年
- 鑑真紀念堂 (江蘇省揚州)。 1963年
- 東北大学図書館

## 著作
- 『清式営造則例』　中国営造学社　1934（中国建築工業出版社　1982）
- 『清式営造則例』（清華学人建築文庫）清華大学出版社
- 『清工部工程做法則例図解』(清華学人建筑文庫)清華大学出版社　2006
- 『営造法式注釈』中国建築工業出版社　1983
- 『中国建築史』百花文芸出版社　2005
- 『中国彫塑史』　百花文芸出版社　1997
- 『梁思成文集』(全4巻)　中国建築工業出版社　1982-86
- 『梁思成全集』(全10巻) 中国建築工業出版社 2001-07
- "A pictorial history of Chinese architecture"  (edited by Wilma Fairbank) Cambridge, MIT Press, c1984
- 「追憶のなかの日本」『人民中国』(日本語版) 1964年6月号　pp.79-81

## その他業績
- H.G.ウェルズ『世界史概論』(H.G.Wells, A Short History of the World)翻訳。1920年
- 天津市政府主催「天津特別市公共建築建設規画」建築設計競技に張鋭と参加し最優秀賞受賞。1930年
- 「薊県独楽寺観音閣山門考」及び「薊県観音寺白塔記」発表。中国で初めて現代科学手法で古建築を調査・実測した調査報告書となる。1932年
- 「我們所知道的唐代建築与宮殿」発表。1932年
- 山西省応県の仏宮寺で遼代の木塔（応県木塔）を発見し実測を実施。1056年建造とされ、現存する19世紀以前の木造建築では最も高い建物とされる。1933年
- 隋代の「趙州橋」を河北省趙県で発見し実測。現存する中国最古の石造アーチ橋とされる。1933年
- 山東省曲阜の孔廟建築を調査と実測し孔廟修築計画を作成。1935年
- 河北省の独楽寺の観音閣（984年建造）を発見し調査
- 河南省嵩岳寺の磚塔（520年建造）を発見し調査
- 佛光寺正殿（山西省五台県）を発見し調査。857年建造の唐代の木造建築とされる。1937年
- 戦区文物保存委員会文物目録を編纂。1945年
- 全国重要建築文物簡目を編纂。1949年
- 北平伝統建築の保護提案書を作成。中国共産党解放軍要請による。1948年
- 「北京の城壁の保存問題に関する討論」（城壁討論）発表。北京城壁保護を呼びかけ。1950年
- 「中央人民政府の行政中心区の位置に関する提案」（陳占祥らと。梁陳プラン）を提出。北京全体の保護、城壁外に中央行政区の建設を提案。1950年
- 祖国の建築の伝統と当面の建設問題（『新観察』第16期）発表。ここで紹介されている建築物のほとんどが梁思成夫婦によって発見・調査された文化遺産。1952年
- 『建築学報』創刊、編集長就任。中国近代建築学界最初の学術的刊行物　1954年